# Fastighetsnämnd
Fastighetsnämnd är i Sverige en kommunal nämnd till vars uppgift hört att förvalta kommunens fastigheter samt, efter bemyndigande av kommunfullmäktige, bland annat verkställa beslut om fastighetsförvärv, försäljningar och ingående av markbytesavtal. 
Fastighetsnämnd tillhörde tidigare de icke obligatoriska (fakultativa) nämnderna och var endast reglerad av Kommunallagen. I 1991 års kommunallag infördes principen om fri nämndsorganisation, vilken beslutas av kommunfullmäktige, och det råder numera stora skillnader mellan kommunerna beträffande vilka nämnder som förekommer.